# Диатрема

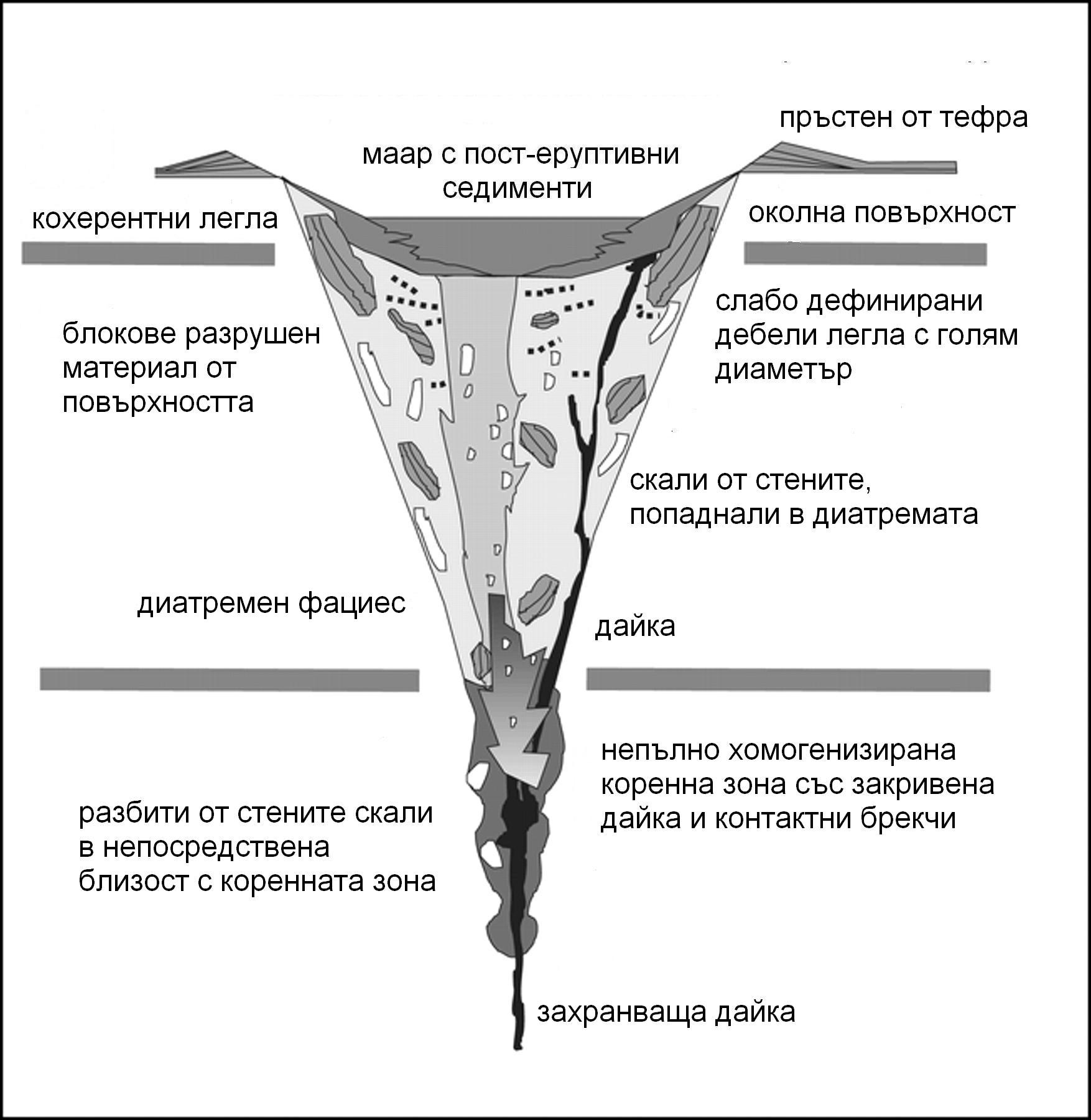
Диатрема

Диатрема, трубка взрыва (греч. «диа» — через, «трэма» — отверстие, дыра) — трубообразный вулканический канал, имеющий в плане круглое или овальное очертание и образующийся в результате однократного прорыва газов. При этом имеет место не излияние лавы, а её внедрение в магмаподводящий канал, сложенный вулканической брекчией. Диаметр поперечного сечения диатрем до 1 км. Наряду с вулканическим материалом диатрема заполнена обломками горных пород из стенок канала (базальты, лимбургиты, вулканические туфы, кимберлиты и осадочные породы ).